# Hellmuth Lange (Schriftsteller)
Hellmuth Gustav Hippolyt Lange (geboren am 10. Februar 1903 in Thorn, Königreich Preußen; Todesdatum unbekannt) war ein deutscher Schriftsteller, Herausgeber und Verleger.

## Leben
Lange studierte Betriebswirtschaft an der Handelshochschule Berlin, wo er 1926 mit dem Diplom-Kaufmann abschloss. Von 1933 bis 1940 war er Schriftleiter der Fotozeitschrift Satrap, nach Kriegsende war er Herausgeber der Zeitschrift Schmalfilm und der Buchreihe Schmalfilm-Truhe.
Ab 1931 veröffentlichte er eine Reihe von Büchern im Bereich Film- und Fototechnik. Ab 1937 schrieb er auch Belletristik, darunter einige Abenteuerromane für Jugendliche sowie den Science-Fiction-Roman Blumen wachsen im Himmel (1948). Außerdem verfasste Lange mehrere Komödien und Hörspiele.
Er war verheiratet mit Ilse Schnor, mit der er zwei Kinder hatte.

## Bibliografie
Belletristik
- Steputat & Co. : Humoristischer Roman. Kiepenheuer, Berlin 1937.
  - Verfilmung: Steputat & Co. Regie: Carl Boese. Terra-Filmkunst 1938.[2]
- Auch wir waren so : Eine sehr lustige Geschichte für alle, die sich nicht schämen, einmal jung gewesen zu sein. Das Bergland-Buch, Wien & Leipzig 1939.
- Seitensprünge : Humorist.-satirischer Roman von einem Pechvogel mit Glückssträhne. Das Bergland-Buch, Salzburg 1939.
  - Verfilmung: Seitensprünge. Regie: Alfred Stöger. Bavaria-Filmkunst 1939.[3]
- Eine Nacht und drei Tage : Beinahe ein Kriminal-Roman. Das Bergland-Buch, Salzburg 1941.
- Das große Ehrenwort : Ein humoristisch-satyrischer Abenteuerroman. Das Bergland-Buch, Salzburg 1941.
- Die Stadt unterm Meeresgrund : Ein Jungen-Roman. Löwen-Verlag, Braunschweig 1947.
- Zwölf Männer …. eine Frau : Erlebnis-Roman. Nacherzählung von Harald Hellge. Planet-Verlag, Braunschweig 1948.
- Der grüne Skarabäus : Ein Jungen-Roman. Löwen-Verlag, Braunschweig 1948 f.
  - 1 Fährten im Wüstensand : Ein Roman aus Arabien
  - 2 Die Jagd nach der Mumie : Ein Roman aus Ägypten
  - 3 Der Schatz im Vulkan : Ein Roman aus Mexiko
- Blumen wachsen im Himmel. Minerva-Verlag, Hannover 1948.
- Der Berg des Todes : Ein Abenteuerroman aus Alaska. Löwen-Verlag, Braunschweig 1949.
- Der Geist von Pukapuka : Ein abenteuerlicher Roman aus der Südsee und Paris. Löwen-Verlag, Braunschweig 1950.
- Schwarze Perle. Planet-Verlag, Braunschweig 1950 f.:
  - 1 Die schwarzhaarige Nell
  - 2 Wirbel um Molly
  - 3 Der lachende Mund
  - 4 Karawanen des Todes
  - 5 Frauen in Ketten
  - 6 Jadwiga die Zigeunerin
  - 7 Togi und der Negerkönig
  - 8 Die grosse Leidenschaft
  - 9 Die glückliche Witwe
  - 10 Der Schatz in der Flasche
  - 11 Ein seltsamer Gast
  - 12 Intrigen und finstere Pläne

Dramen
- Befehl zur Ehe : Eine Gesellschaftskomödie in 3 Aufzügen. 1939.
- Kleopatrizia : Komödie in 3 Aufzügen. 1941.
- Bambock : Ein ergötzliches Spiel um sehr viel Liebe und noch mehr Schwindel. Ein Vorspiel und 3 Akte. 1942.
- Kompromiß der Liebe. Komödie. 1948.

Hörspiele
- Steputat & Co. 1938.
- Geschenk vom Himmel. 1939.
- Wettlauf um ein Herz. 1939.

Film
- Zwei erleben eine Stadt: Ein tragikomisches Reiseabenteuer. Wohl späte 1930er Jahre (Stummfilm).[4]

Sachliteratur
- Was muss der junge Kaufmann lesen? H. Lange, Berlin 1928.
- Wie entsteht ein Amateurfilm? Ein Amateur plaudert von seinen Filmarbeiten. Hackebeil, Berlin 1931.
- Der Titel im Amateurfilm. Kino-Reihe der Photofreund Bd. 2. Photokino-Verlag, Leipzig 1931.
- Filmmanuskripte und Film-Ideen : 121 Themen für den Kino-Amateur. Kino-Reihe der Photofreund Bd. 4. Photokino-Verlag, Leipzig 1931.
- Der Schnappschuss. Photokino-Verlag, Leipzig 1936.
- Darauf kommt es an …! : Eine Bilderschau der Erfolgreichen und ihre Nutzanwendung. Voigtländer & Sohn A.G., 1936.
- Familienreise mit der Kamera. Fotorat auf Reisen 5. Knapp, Halle 1937.
- Das Photobuch der Frau. Sei praktisch Bd. 4. Vobach, Leipzig 1937.
- Amateur-Filme mit Erfolg : Ein roter Faden von der Film-Idee zum Applaus. Elsner Verlagsgesellschaft, Berlin u. a. 1939.
- Filmthemen noch und noch! Filmvorschläge für eifrige Filmamateure. Elsner Verlagsgesellschaft, Berlin u. a. 1940.
- Der neue Schmalfilmer. Elsner, Berlin u. a. 1940.
- Wir filmen mit 9 1/2. Knapp, Halle 1942.
- Film. Lux-Jugend-Lesebogen 34. Lux, Murnau 1948.
- Pompeji. Lux-Jugend-Lesebogen 50. Lux, Murnau 1949.
- Handbuch der Schmalfilm-Technik. Schiele & Schön, Berlin 1950 ff.:
  - 1 Idee und Gestaltung
  - 2 Aufnahme und Regie
  - 3 Schnitt und Montage
  - 4 Projektion und Programm
- Der rote Faden im Reisefilm. Schmalfilm-Truhe 2. Lange, Braunschweig 1954.
- Wir filmen ohne Drehbuch. Schmalfilm-Truhe 8. Lange, Braunschweig 1955.
- mit Achim Lange: Wir filmen auf nächtlichen Straßen. Schmalfilmtaschenbuch Nr. 1. Hellmuth Lange, Braunschweig 1961.
- Die 7 Grundregeln der Filmgestaltung. Schmalfilmtaschenbuch Nr. 4. Hellmuth Lange, Braunschweig 1963.
- mit Achim Lange: So hat Ihr Reisefilm Erfolg. Schiele & Schön, Berlin 1965.
- Schmalfilme mit allen Schikanen : Ein Lese-, Lehr- und Arbeitsbuch für den Schmalfilmer. Schiele & Schön, Berlin 1965.
- Gekonnt gefilmt : zu Hause und auf Reisen. Schiele & Schön, Berlin 1972, ISBN 3-7949-0203-3.